# Josef Bisig
Josef Meinrad Bisig (nascido em 2 de setembro de 1952) é um padre católico romano suíço e co-fundador e primeiro superior geral da Fraternidade Sacerdotal de São Pedro. Ele era originalmente um membro da Fraternidade São Pio X, mas saiu quando o fundador Arcebispo Marcel Lefebvre consagrou quatro bispos.
Ex-reitor de seminário na Europa, Bisig foi nomeado vice-reitor e professor de teologia do Seminário Nossa Senhora de Guadalupe em 2005. Bisig tornou-se reitor em 2006 e também é conselheiro de sua ordem. É licenciado em Teologia Sacra e está a preparar o Doutoramento em Teologia. Ele fala alemão, francês, inglês e italiano.